# Skedekronvikke
Skedekronvikke (Coronilla vaginalis), også skrevet Skede-Kronvikke, er en halvbusk eller staude med en krybende til noget opadstræbende vækst. Hele planten er blågrøn i farven, mens blomsterne er klart gule. De tiltrækker masser af insekter, herunder også honningbier.

## Beskrivelse
Skedekronvikke er en flerårig, urteagtig plante eller halvbusk med en nedliggende til opstigende vækstform. Skuddene er hårløse og runde i tværsnit, og de bærer bladene spredtstillet. Bladene er kortstilkede og uligefinnede med 3-4 par småblade, som er omvendt ægformede og helrandede. Begge bladsider er blågrønne. 
Blomstringen foregår i maj-juli, hvor man finder blomsterne samlet i endestillede halvskærme med 5-10 blomster i hver. De enkelte blomster er formet som ærtefamiliens blomster plejer at være, de er 5-tallige og har gule kronblade. Frugterne er leddelte, sekskantede bælge med vinger på de fire af kanterne.
Rodsystemet består af en kraftig og dybtgående pælerod og et udbredt netværk af siderødder. 
Højde x bredde og årlig tilvækst: 0,25 x 0,75 m (25 x 25 cm/år). 

## Hjemsted
Skedekronvikke hører hjemme i Syd- og Centraleuropa. Den findes voksende i sortfyr-dominerede skovstepper, egentlige steppeområder og tørre enge. Overalt foretrækker den let skygge til fuld sol og en jord, der er tør, varm og kalkrig, men næringsfattig. 
På de stejle, nordlige skråninger af Baglyashegy oven for Hideg-völgy finder man større og mindre bevoksninger med duneg som den dominerende træart og med Bromus pannonicus og jordstar som dominerende i urtevegetationen. Her vokser arten sammen med bl.a. sankthansurt, svalerod, bakkesoløje, farvemysike, grenet edderkopurt, gul rundbælg, Hypericum elegans (en art af perikon), mannaask, opret galtetand, Polygala major (en art af mælkeurt), rundbladet bærmispel, rundhovedrapunsel, rød dværgmispel, stendafne,vissetorskemund og ædelkortlæbe

## Giftighed
Planten indeholder det mildt giftige stof, kumarin.
| Portal | Portal:Botanik |

## Note
1. ↑  N. Bauer: Vegetation of the Baglyas–Iszka-Hegy Dolomite Horst Range (Webside ikke længere tilgængelig) . En oversigt over vegetationstyperne på dolomitkalk i Bakonybjergene (Ungarn) (engelsk)